# Draft de la NBA de 2007
El Draft de la NBA de 2007 se celebró el 28 de junio en el recinto del Madison Square Garden de la ciudad de Nueva York. Fue retransmitido para Estados Unidos por la cadena especializada ESPN. Jugadores de 15 nacionalidades diferentes fueron elegidos en las dos rondas del mismo. Ese año Kevin Durant fue elegido para el galardón Eddie Gottlieb.

## Reglas de elegibilidad
A diferencia de drafts anteriores, los jugadores provenientes de high school no fueron elegibles. El acuerdo alcanzado entre la NBA y el Sindicato de Jugadores estableció unas normas con respecto a la edad de los jugadores que pueden ser declarados elegibles:
- Todos los jugadores que entren en el draft, sea cual sea su nacionalidad, deben de haber nacido antes del 31 de diciembre de 1988, o lo que es lo mismo, deben de tener al menos 19 años en el año en el que discurre el draft.
- Los jugadores estadounidenses deben de haber pasado un año tras su graduación en el instituto.

## Orden del Draft
Las primeras 14 elecciones del draft, pertenecientes a los equipos no clasificados para los play-offs, se determinaron por medio de un sorteo, realizado el 22 de mayo de 2007. El resto de las elecciones de primera ronda y las de la segunda se asignaron a los equipos en orden inverso a su clasificación del año anterior.

### Primera ronda

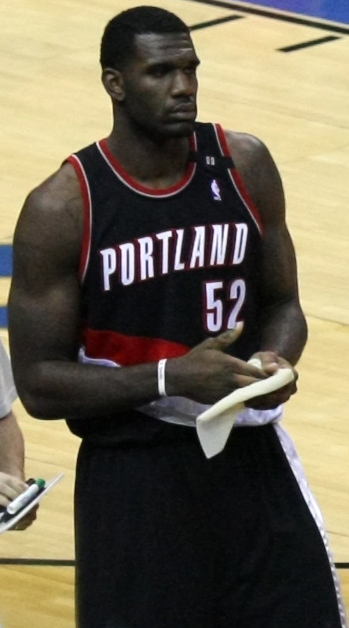
Greg Oden, la 1ª elección.

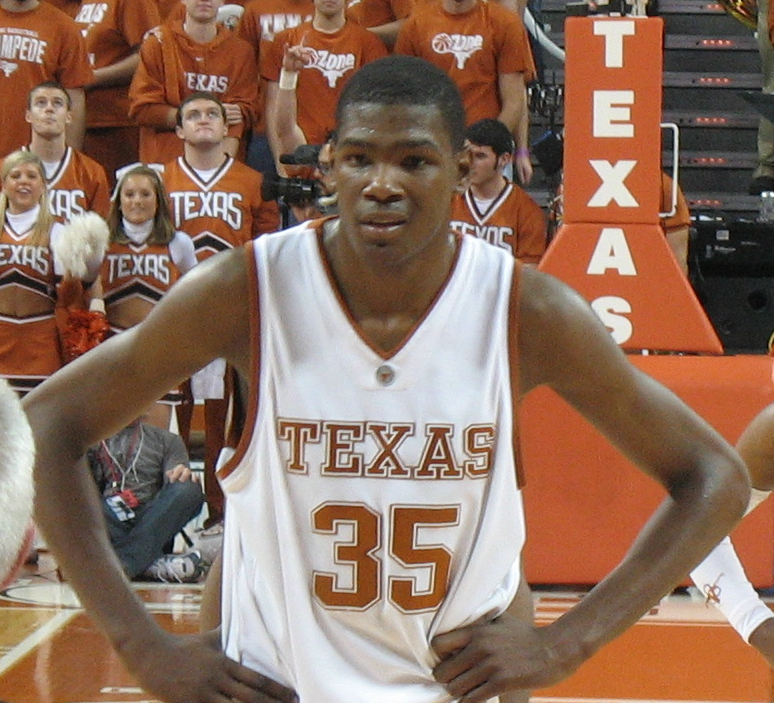
Kevin Durant, la 2ª elección.

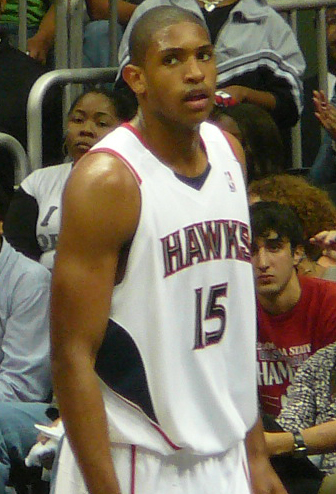
Al Horford, la 3º elección.

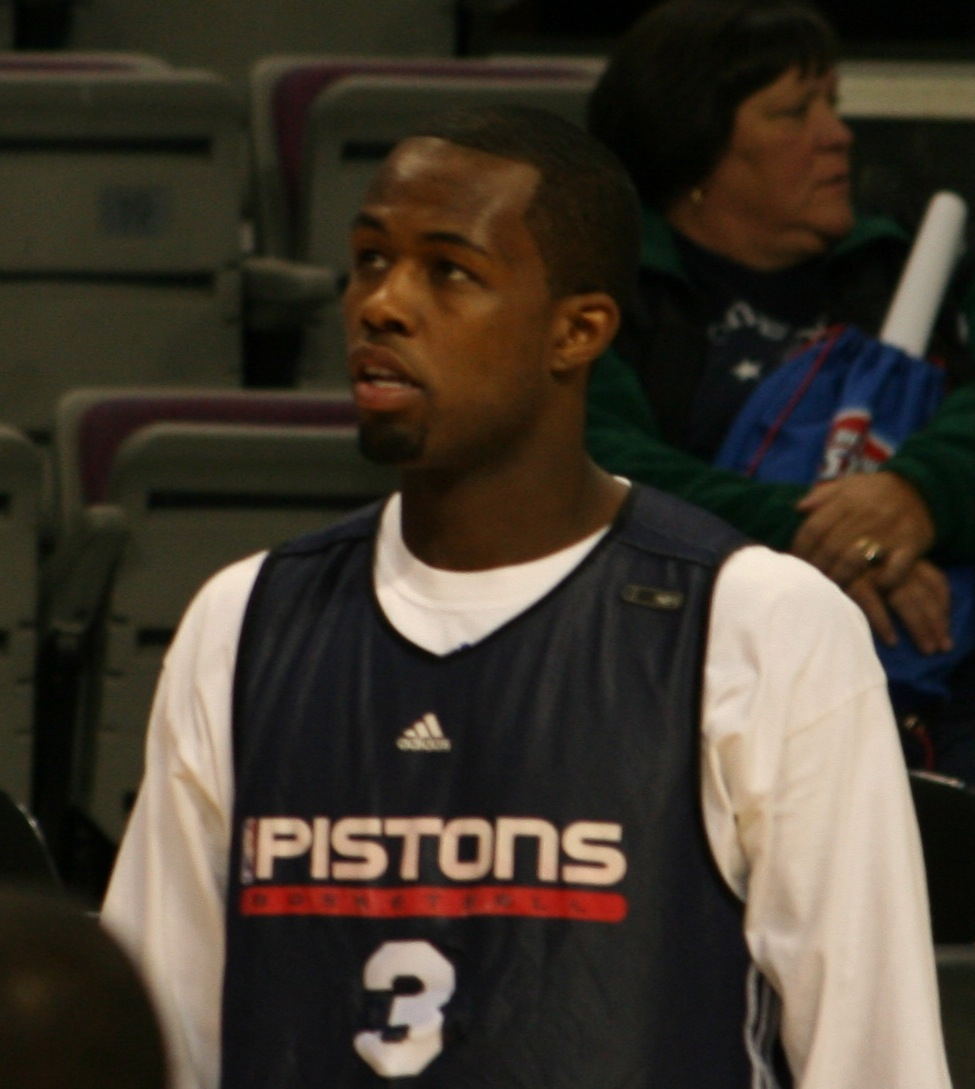

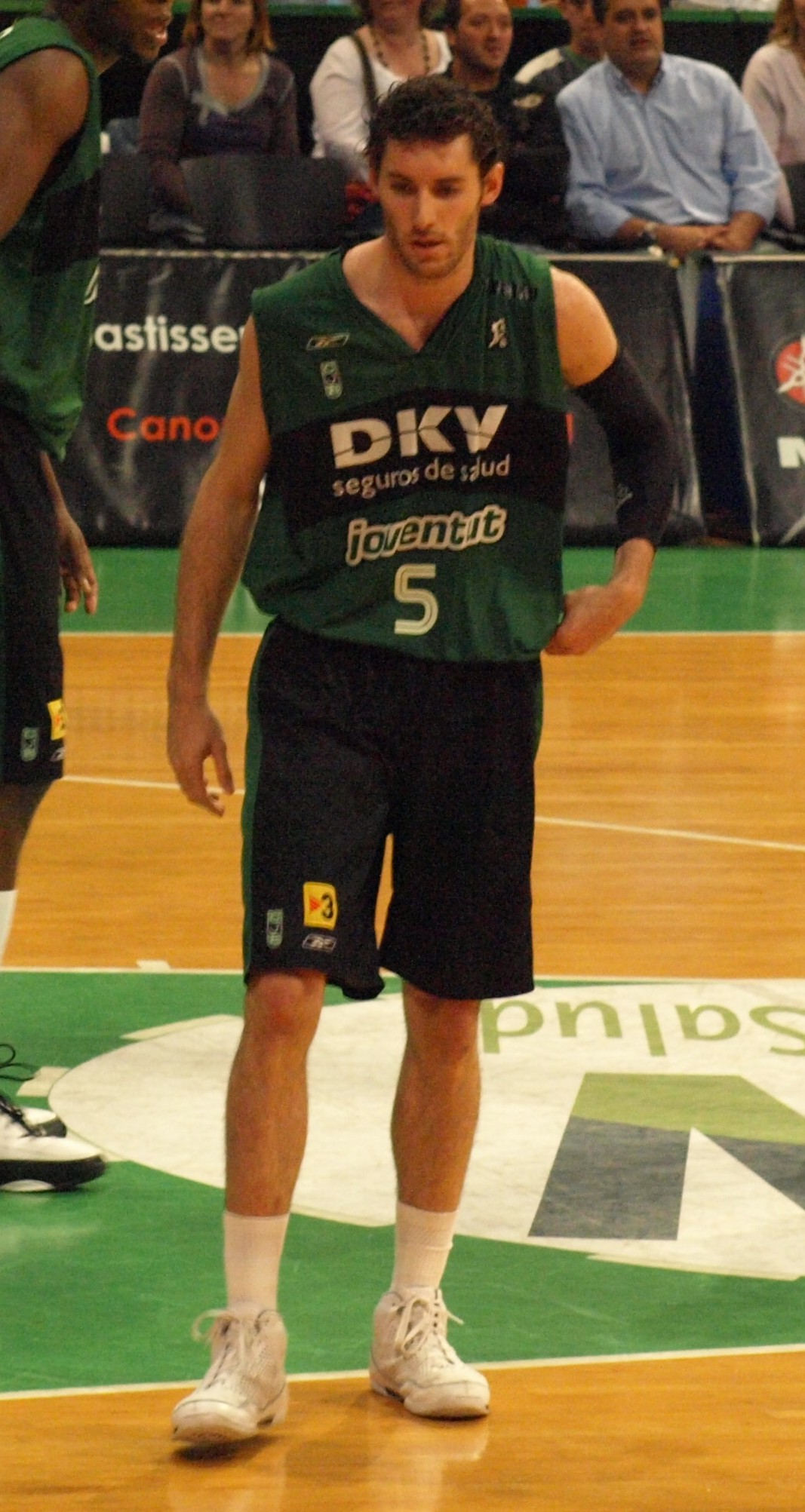
Rudy Fernández, elegido en el puesto 24.

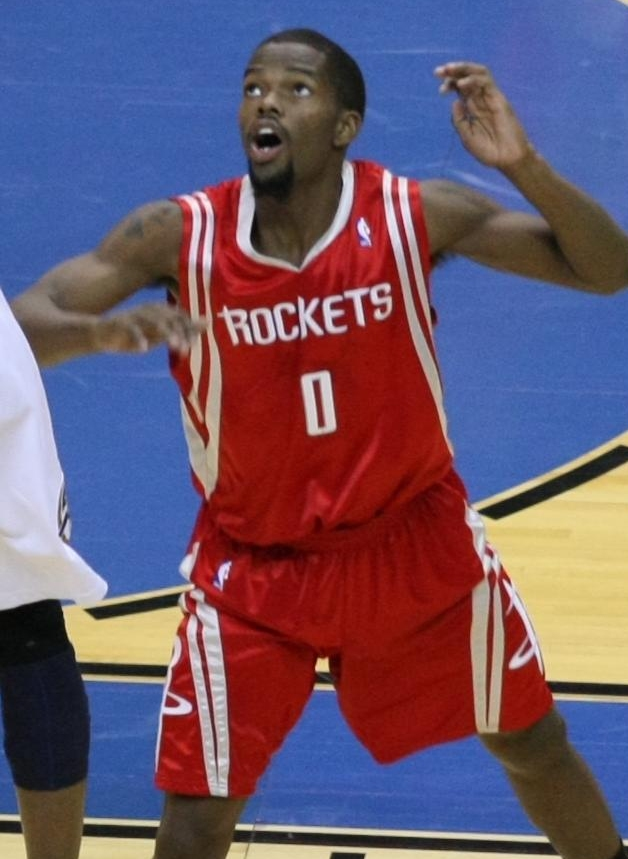
Aaron Brooks,el puesto 26.

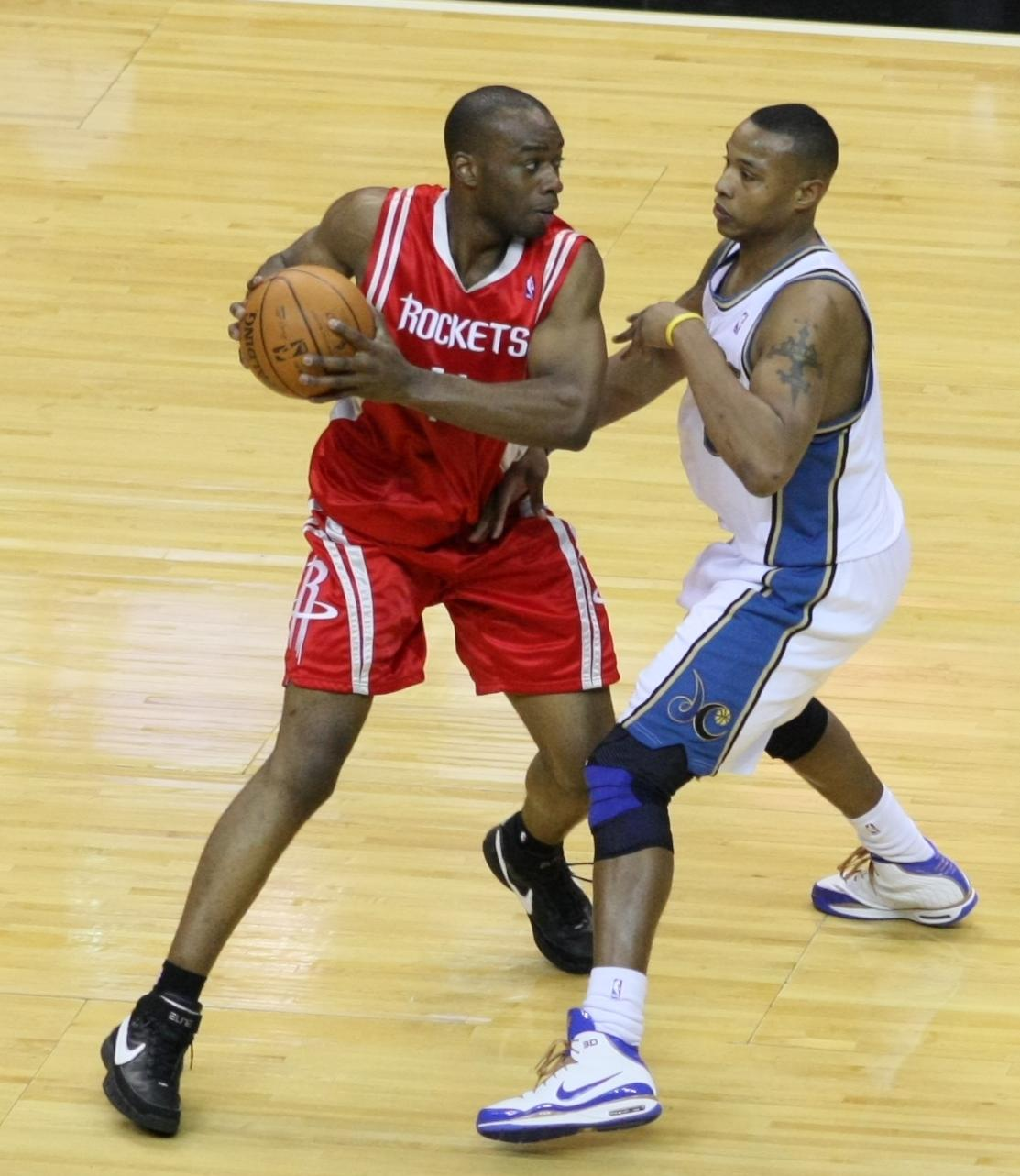
Carl Landry, elección número 31.

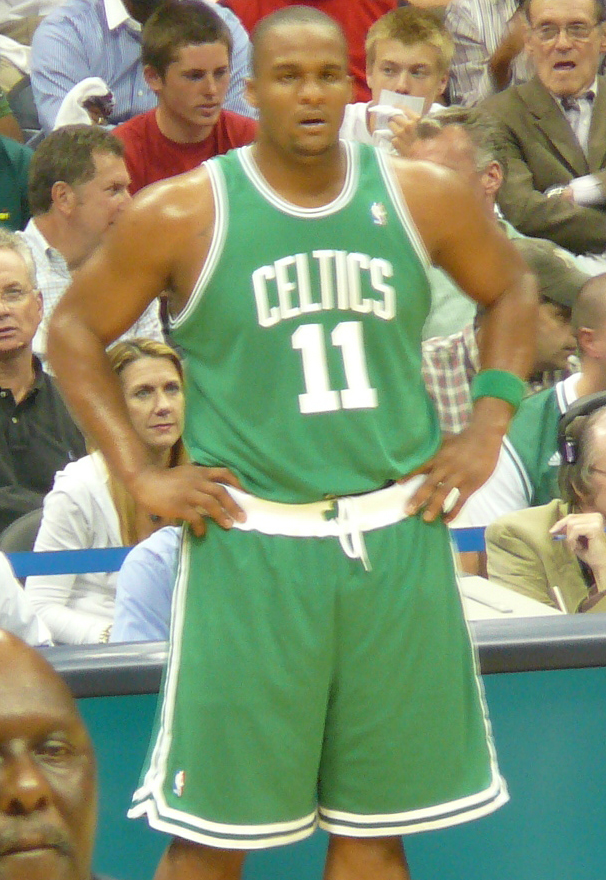
Glen Davis, elegido en la 35ª posición.

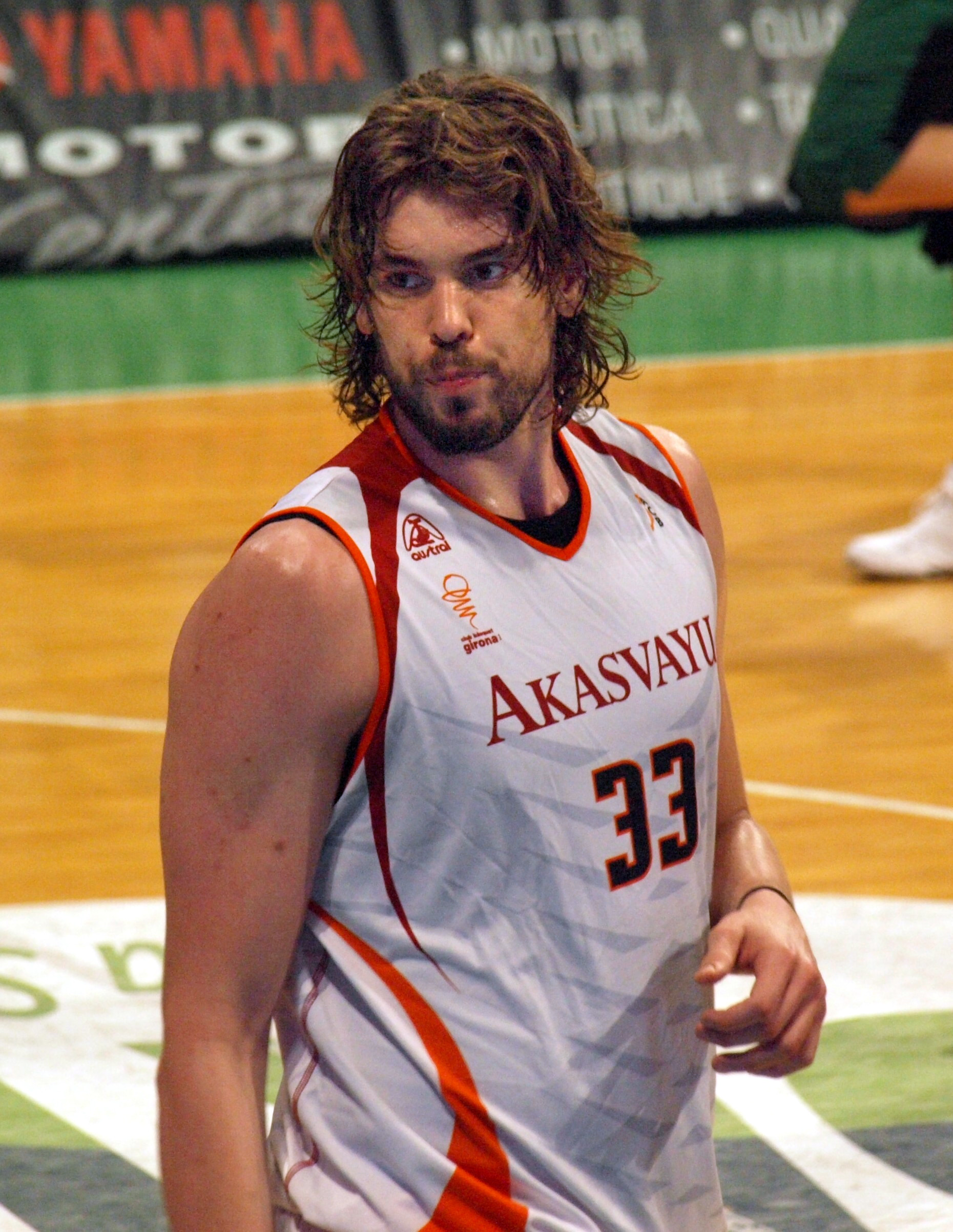
Marc Gasol, en el puesto 48.

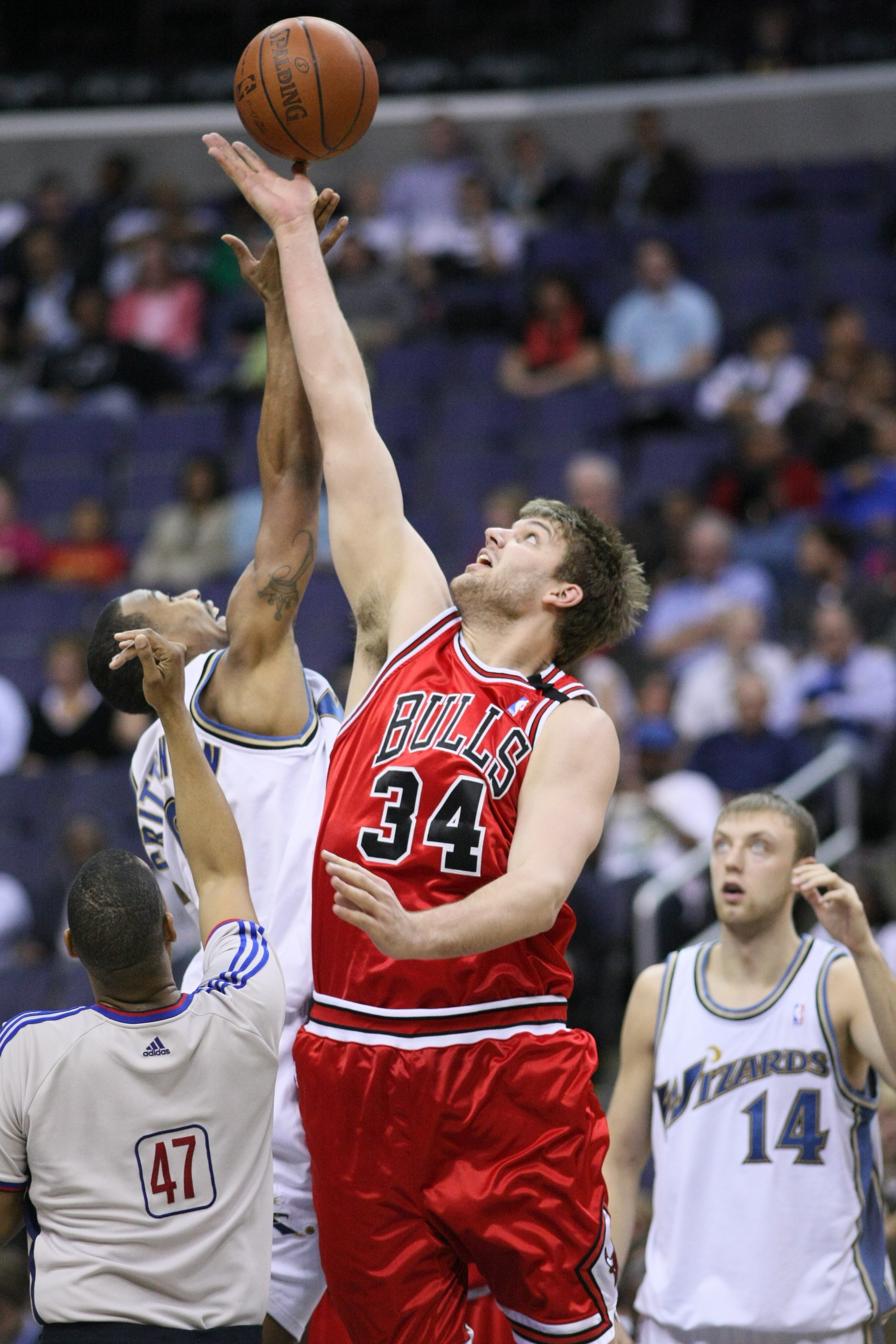
Aaron Gray,el puesto 49.

|  | Denota jugador que ha sido seleccionado al menos en un All-Star Game                               |
|  | Denota jugador que ha sido seleccionado al menos en un All-Star Game y un Mejor Quinteto de la NBA |
|  | Denota jugador que nunca ha jugado en la NBA                                                       |

| Pick | Jugador                 | Nacionalidad         | Equipo NBA                                    | Universidad/Club                  |
| ---- | ----------------------- | -------------------- | --------------------------------------------- | --------------------------------- |
| 1    | Greg Oden (C)           | Estados Unidos       | Portland Trail Blazers                        | Ohio State                        |
| 2    | Kevin Durant (SF/PF)    | Estados Unidos       | Seattle SuperSonics                           | Texas                             |
| 3    | Al Horford (PF/C)       | República Dominicana | Atlanta Hawks                                 | Florida                           |
| 4    | Mike Conley, Jr. (PG)   | Estados Unidos       | Memphis Grizzlies                             | Ohio State                        |
| 5    | Jeff Green (SF/PF)      | Estados Unidos       | Boston Celtics (traspasado a Seattle)         | Georgetown                        |
| 6    | Yi Jianlian (PF/C)      | China                | Milwaukee Bucks                               | Guangdong Southern Tigers (China) |
| 7    | Corey Brewer (SF)       | Estados Unidos       | Minnesota Timberwolves                        | Florida                           |
| 8    | Brandan Wright (PF)     | Estados Unidos       | Charlotte Bobcats (traspasado a Golden State) | North Carolina                    |
| 9    | Joakim Noah (PF/C)      | Francia              | Chicago Bulls                                 | Florida                           |
| 10   | Spencer Hawes (C)       | Estados Unidos       | Sacramento Kings                              | Washington                        |
| 11   | Acie Law IV (PG)        | Estados Unidos       | Atlanta Hawks                                 | Texas A&M                         |
| 12   | Thaddeus Young (SF)     | Estados Unidos       | Philadelphia 76ers                            | Georgia Tech                      |
| 13   | Julian Wright (SF/PF)   | Estados Unidos       | New Orleans Hornets                           | Kansas                            |
| 14   | Al Thornton (SF/PF)     | Estados Unidos       | Los Angeles Clippers                          | Florida State                     |
| 15   | Rodney Stuckey (PG/SG)  | Estados Unidos       | Detroit Pistons                               | Eastern Washington                |
| 16   | Nick Young (SG/SF)      | Estados Unidos       | Washington Wizards                            | USC                               |
| 17   | Sean Williams (PF)      | Estados Unidos       | New Jersey Nets                               | Boston College                    |
| 18   | Marco Belinelli (SG)    | Italia               | Golden State Warriors                         | Fortitudo Bologna (Italia)        |
| 19   | Javaris Crittenton (PG) | Estados Unidos       | Los Angeles Lakers                            | Georgia Tech                      |
| 20   | Jason Smith (PF)        | Estados Unidos       | Miami Heat (traspasado a Philadelphia)        | Colorado State                    |
| 21   | Daequan Cook (SG)       | Estados Unidos       | Philadelphia 76ers (traspasado a Miami)       | Ohio State                        |
| 22   | Jared Dudley (SF/PF)    | Estados Unidos       | Charlotte Bobcats                             | Boston College                    |
| 23   | Wilson Chandler (SF)    | Estados Unidos       | New York Knicks                               | DePaul                            |
| 24   | Rudy Fernández (SG)     | España               | Phoenix Suns (traspasado a Portland)          | Joventut de Badalona (España)     |
| 25   | Morris Almond (SG/SF)   | Estados Unidos       | Utah Jazz                                     | Rice                              |
| 26   | Aaron Brooks (PG)       | Estados Unidos       | Houston Rockets                               | Oregon                            |
| 27   | Arron Afflalo (SG)      | Estados Unidos       | Detroit Pistons                               | UCLA                              |
| 28   | Tiago Splitter (PF/C)   | Brasil               | San Antonio Spurs                             | TAU Cerámica (España)             |
| 29   | Alando Tucker (SF)      | Estados Unidos       | Phoenix Suns                                  | Wisconsin                         |
| 30   | Petteri Koponen (PG)    | Finlandia            | Philadelphia 76ers (trspasado a Portland)     | Tapiolan Honka (Finlandia)        |

## Segunda ronda
| Pick | Jugador                  | Nacionalidad         | Equipo NBA                                                          | Universidad/Club                   |
| ---- | ------------------------ | -------------------- | ------------------------------------------------------------------- | ---------------------------------- |
| 31   | Carl Landry (PF)         | Estados Unidos       | Seattle SuperSonics (desde Memphis, traspasado a Houston)           | Purdue                             |
| 32   | Gabe Pruitt (PG/SG)      | Estados Unidos       | Boston Celtics                                                      | USC                                |
| 33   | Marcus Williams (SG)     | Estados Unidos       | San Antonio Spurs (desde Milwaukee)                                 | Arizona                            |
| 34   | Nick Fazekas (PF/C)      | Estados Unidos       | Dallas Mavericks (desde Atlanta)                                    | Nevada                             |
| 35   | Glen Davis (PF)          | Estados Unidos       | Seattle SuperSonics (traspasado a Boston)                           | LSU                                |
| 36   | Jermareo Davidson (PF/C) | Estados Unidos       | Golden State Warriors (desde Minnesota, traspasado a Charlotte)     | Alabama                            |
| 37   | Josh McRoberts (PF)      | Estados Unidos       | Portland Trail Blazers                                              | Duke                               |
| 38   | Kyrylo Fesenko (C)       | Ucrania              | Philadelphia 76ers (desde New York vía Chicago) (traspasado a Utah) | SK Cherkassy (Ucrania)             |
| 39   | Stanko Barać (C)         | Croacia              | Miami Heat (traspasado a Indiana)                                   | Široki Brijeg (Bosnia Herzegovina) |
| 40   | Sun Yue (PG)             | China                | Los Angeles Lakers (desde Charlotte)                                | Beijing Olympians (ABA)            |
| 41   | Chris Richard (PF)       | Estados Unidos       | Minnesota Timberwolves (desde Philadelphia)                         | Florida                            |
| 42   | Derrick Byars (SF)       | Estados Unidos       | Portland Trail Blazers (traspasado a Philadelphia)                  | Vanderbilt                         |
| 43   | Adam Haluska (SG)        | Estados Unidos       | New Orleans Hornets                                                 | Iowa                               |
| 44   | Reyshawn Terry (SF)      | Estados Unidos       | Orlando Magic (traspasado a Dallas)                                 | North Carolina                     |
| 45   | Jared Jordan (PG)        | Estados Unidos       | Los Angeles Clippers                                                | Marist                             |
| 46   | Stephane Lasme (PF)      | Gabón                | Golden State Warriors (desde New Jersey)                            | Massachusetts                      |
| 47   | Dominic McGuire (SF)     | Estados Unidos       | Washington Wizards                                                  | Fresno State                       |
| 48   | Marc Gasol (C)           | España               | Los Angeles Lakers (traspasado a Memphis Grizzlies)                 | Akasvayu Girona (España)           |
| 49   | Aaron Gray (C)           | Estados Unidos       | Chicago Bulls (desde Golden State vía Denver, Boston y Phoenix)     | Pittsburgh                         |
| 50   | Renaldas Seibutis (SG)   | Lituania             | Dallas Mavericks (desde Miami vía LA Lakers)                        | Maroussi (Grecia)                  |
| 51   | JamesOn Curry (SG)       | Estados Unidos       | Chicago Bulls (desde Denver)                                        | Oklahoma State                     |
| 52   | Taurean Green (PG)       | Estados Unidos       | Portland Trail Blazers (desde Toronto)                              | Florida                            |
| 53   | Demetris Nichols (SF)    | Estados Unidos       | Portland Trail Blazers (desde Chicago)                              | Syracuse                           |
| 54   | Brad Newley (SG)         | Australia            | Houston Rockets (desde Cleveland vía Orlando)                       | Adelaide 36ers (Australia)         |
| 55   | Herbert Hill (PF/C)      | Estados Unidos       | Utah Jazz (traspasado a Philadelphia)                               | Providence                         |
| 56   | Ramon Sessions (PG)      | Estados Unidos       | Milwaukee Bucks (desde Houston)                                     | Nevada                             |
| 57   | Sammy Mejía (PG)         | República Dominicana | Detroit Pistons                                                     | DePaul                             |
| 58   | Giorgos Printezis (SF)   | Grecia               | San Antonio Spurs (traspasado a Toronto)                            | Olympia Larissa (Grecia)           |
| 59   | D.J. Strawberry (G)      | Estados Unidos       | Phoenix Suns                                                        | Maryland                           |
| 60   | Milovan Raković (C)      | Serbia               | Dallas Mavericks (traspasado a Orlando)                             | Mega Ishrana (Serbia)              |

## Posibilidades de los equipos
Con el nuevo sistema de asignación de posibilidades, los equipos peor clasificados de la liga tendrán más opciones de elegir con anterioridad, pero dependerá de un sorteo, para evitar las suspicacias de años anteriores, donde los equipos sin opciones de play-off se dejaban ganar partidos para optar a una buena y segura elección en el draft (antiguamente, el peor equipo elegía primero, etc.). Ahora se asignan una serie de números en función de la clasificación, teniendo las siguientes opciones en el sorteo:
| Equipo                                | Oportunidades | 1º   | 2º   | 3º   | 4º   | 5º   | 6º   | 7º   | 8º   | 9º   | 10.º | 11º  | 12º  | 13º  | 14º  |
| ------------------------------------- | ------------- | ---- | ---- | ---- | ---- | ---- | ---- | ---- | ---- | ---- | ---- | ---- | ---- | ---- | ---- |
| Memphis Grizzlies                     | 250           | .250 | .215 | .178 | .357 |      |      |      |      |      |      |      |      |      |      |
| Boston Celtics                        | 199           | .199 | .188 | .171 | .319 | .123 |      |      |      |      |      |      |      |      |      |
| Milwaukee Bucks                       | 156           | .156 | .157 | .156 | .226 | .265 | .041 |      |      |      |      |      |      |      |      |
| Phoenix Suns (desde Atlanta Hawks)    | 119           | .119 | .126 | .133 | .099 | .350 | .161 | .013 |      |      |      |      |      |      |      |
| Seattle SuperSonics                   | 88            | .088 | .097 | .107 |      | .261 | .359 | .084 | .004 |      |      |      |      |      |      |
| Portland Trail Blazers                | 53            | .053 | .060 | .070 |      |      | .439 | .331 | .046 | .001 |      |      |      |      |      |
| Minnesota Timberwolves                | 53            | .053 | .060 | .070 |      |      |      | .572 | .226 | .018 |      |      |      |      |      |
| Charlotte Bobcats                     | 19            | .019 | .022 | .027 |      |      |      |      | .725 | .196 | .011 |      |      |      |      |
| Chicago Bulls (desde New York Knicks) | 19            | .019 | .022 | .027 |      |      |      |      |      | .784 | .143 | .005 |      |      |      |
| Sacramento Kings                      | 18            | .018 | .021 | .025 |      |      |      |      |      |      | .846 | .087 | .002 |      |      |
| Atlanta Hawks (desde Indiana Pacers)  | 8             | .008 | .009 | .012 |      |      |      |      |      |      |      | .907 | .063 | .001 |      |
| Philadelphia 76ers                    | 7             | .007 | .008 | .010 |      |      |      |      |      |      |      |      | .935 | .039 |      |
| New Orleans Hornets                   | 6             | .006 | .007 | .009 |      |      |      |      |      |      |      |      |      | .960 | .018 |
| Los Angeles Clippers                  | 5             | .005 | .006 | .007 |      |      |      |      |      |      |      |      |      |      | .982 |

### Resultados de la Lotería
Después del sorteo, estos son los resultados:
1. Portland Trail Blazers
2. Seattle Supersonics
3. Atlanta Hawks
4. Memphis Grizlies
5. Boston Celtics
6. Milwaukee Bucks
7. Minnesota Timberwolves
8. Charlotte Bobcats
9. New York Knicks (enviado a Chicago)
10. Sacramento Kings
11. Indiana Pacers (enviado a Atlanta)
12. Philadelphia 76ers
13. New Orleans Hornets
14. Los Angeles Clippers

## Jugadores notables no seleccionados
Estos jugadores no fueron seleccionados en el draft, pero han jugado al menos un partido en la NBA.
| Jugador          | Pos.  | Nacionalidad         | Universidad / Club                   |
| ---------------- | ----- | -------------------- | ------------------------------------ |
| Blake Ahearn     | PG    | Estados Unidos       | Missouri State (Sr.)                 |
| Joel Anthony     | C     | Canadá               | UNLV (Sr.)                           |
| Gustavo Ayón     | C/PF  | México               | Baloncesto Fuenlabrada (España) 1985 |
| Bobby Brown      | PG    | Estados Unidos       | Cal State Fullerton (Sr.)            |
| Eric Dawson      | PF/C  | Estados Unidos       | Midwestern State (Sr.)               |
| Zabian Dowdell   | PG    | Estados Unidos       | Virginia Tech (Sr.)                  |
| Ivan Johnson     | PF    | Estados Unidos       | Cal State San Bernardino (Sr.)       |
| Trey Johnson     | SG    | Estados Unidos       | Jackson State (Sr.)                  |
| Coby Karl        | SG    | Estados Unidos       | Boise State (Sr.)                    |
| Cartier Martin   | SF/SG | Estados Unidos       | Kansas State (Sr.)                   |
| Gary Neal        | SG    | Estados Unidos       | Towson (Sr.)                         |
| Mustafa Shakur   | PG    | Estados Unidos       | Arizona (Sr.)                        |
| Courtney Sims    | C     | Estados Unidos       | Michigan (Sr.)                       |
| Mirza Teletović  | PF    | Bosnia y Herzegovina | Saski Baskonia (España) 1985         |
| Anthony Tolliver | PF    | Estados Unidos       | Creighton (Sr.)                      |
| Darryl Watkins   | C     | Estados Unidos       | Syracuse (Sr.)                       |
| Mario West       | G     | Estados Unidos       | Georgia Tech (Sr.)                   |